# Celadas
Celadas és un municipi d'Aragó, situat a la província de Terol i enquadrat a la comarca de la Comunitat de Terol. Està situat al peu de la Serra Palomera, en una petita depressió. En el nucli urbà cal destacar l'església gòticorenaixentista de San Domingo de Silos i l'ajuntament. Als afores hi ha l'ermita barroca de Santa Quiteria.